# دیدیه کنایر
دیدیه کنایر (انگلیسی: Didier Knayer؛ زادهٔ ۲۶ نوامبر ۱۹۵۷) بازیکن فوتبال اهل فرانسه است.
از باشگاه‌هایی که در آن بازی کرده‌است می‌توان به باشگاه فوتبال باستیا اشاره کرد.